# Superficial acral fibromyxoma
Superficial acral fibromyxoma – bardzo rzadki nowotwór zasadniczo określany jako niezłośliwy, w literaturze anglosaskiej nazywany także "digital fibromyxoma". Pierwszy raz opisany w 2001 roku przez Fetscha i współpracowników. Obecnie nie ma pewności co do złośliwości guza. Dotychczasowe przypadki (poniżej 200) po wycięciu w całości nie wykazywały przerzutów jedynie w nielicznych przypadkach ponowny wzrost. Jest to charakterystyczny guz tkanek miękkich z upodobaniem do okolic paznokci lub w okołopaznokciowym regionie rąk i stóp rzadziej inne partie kończyn (okolice kostek, łokcia), opisano jeden przypadek z guzem na tułowiu.
Prawie połowa pacjentów (41%) określa go jako bolesny. Nowotwory powstały w obrębie dłoni (52%) i stopy (45%), rzadziej w okolicach kostki lub rzadziej nogi lub łokcia. W 24% przypadków zaobserwowano nawroty miejscowe (wszystkie w pobliżu paznokci palców rąk i stóp) po średnim okresie 27 miesięcy. Zwykle związane to było z niepełną resekcją. Opisywany makroskopowo jako szary, szaro-biały, lity, miękki guzek. Może być w kształcie owalnej, kopuły, brodawki, polipoidalnej. W rozpoznaniu klinicznym jeśli występuje poza regionem okołopaznokciowym najczęściej mylony z tłuszczakami, włókniakami lub kaszakami.

## Leczenie
Usunięcie zmiany i obserwacja.

## Rokowanie
Do tej pory, nie zdiagnozowano guza z przerzutami. Na obecnym etapie badań nie wykazano mutacji.